# Nova Bassano
Nova Bassano is een gemeente in de Braziliaanse deelstaat Rio Grande do Sul. De gemeente telt 9.249 inwoners (schatting 2009).

## Aangrenzende gemeenten
De gemeente grenst aan Guaporé, Nova Araçá, Nova Prata, Serafina Corrêa en Vista Alegre do Prata.